# Хомерий
| Период  | Серия         | Етаж      | млн. год.   |
| ------- | ------------- | --------- | ----------- |
| Девон   | Долен девон   | Локовий   | младши      |
| Силур   | Придолий      |           | 423–419,2   |
| Силур   | Лудлоу        | Лудфордий | 425,6–423   |
| Силур   | Лудлоу        | Горстий   | 427,4–425,6 |
| Силур   | Уенлок        | Хомерий   | 430,5–427,4 |
| Силур   | Уенлок        | Шайнуудий | 433,4–430,5 |
| Силур   | Ландъврий     | Телихий   | 438,5–433,4 |
| Силур   | Ландъврий     | Аероний   | 440,8–438,5 |
| Силур   | Ландъврий     | Руданий   | 443,4–440,8 |
| Ордовик | Горен ордовик | Хирнантий | старши      |

Хомерий е горният етаж от серията уенлок на периода силур. Започва преди около 430,5 милиона години и завършва преди около 427,4 милиона години. Хомерий е следван от горстий и предхожда шайнуудий.
Хомерий е кръстен на селцето Хомер, Шропшър (Англия). Името е предложено през 1975 година от група британски геолози (Майкъл Дж. Басет и др.).
Базата на етажа е първата поява на граптолита Cyrtograptus lundgreni. Горната граница е близо до основата на зоната на граптолита Neodiversograptus nilssoni и малко под основата на зоната на Acritarcha Leptobrachion longhopense. Като официален профил GSSP за хомерий е поток горичката Уайтвел, на 500 метра северно от Хомер.